# Micah Taul

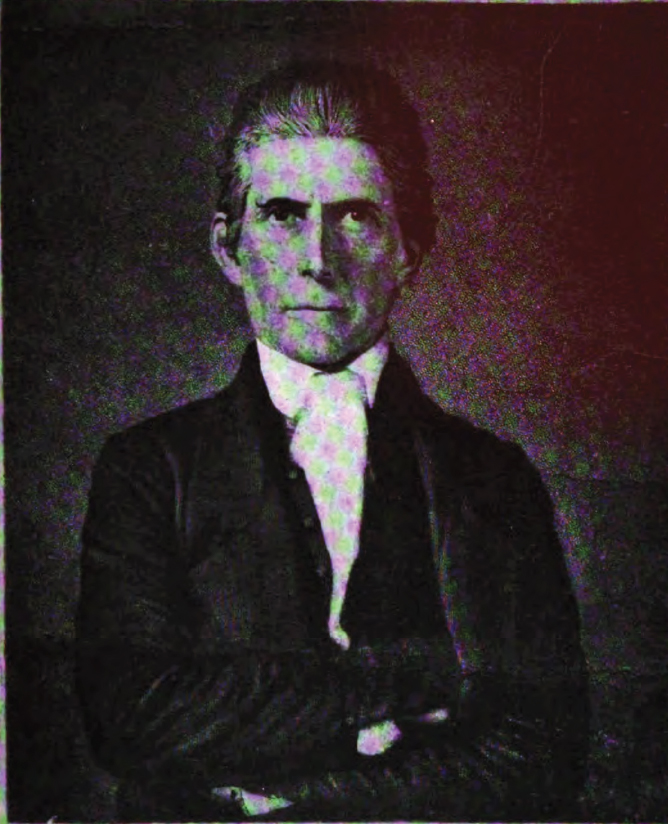
Micah Taul

Micah Taul (* 14. Mai 1785 in Bladensburg, Maryland; † 27. Mai 1850 in Mardisville, Alabama) war ein US-amerikanischer Politiker. Zwischen 1815 und 1817 vertrat er den Bundesstaat Kentucky im US-Repräsentantenhaus.

## Werdegang
Bereits im Jahr 1787 kam Micah Taul mit seinen Eltern in das Gebiet des späteren Staates Kentucky. Dort erhielt er eine private Schulausbildung. Nach einem anschließenden Jurastudium und seiner 1801 erfolgten Zulassung als Rechtsanwalt begann er in Monticello in diesem Beruf zu arbeiten. Im gleichen Jahr war er Gerichtsdiener am Bezirksgericht im Wayne County. Während des Britisch-Amerikanischen Krieges von 1812 war er Oberst einer Freiwilligeneinheit aus dem Wayne County.
Taul war Mitglied der Demokratisch-Republikanischen Partei. Bei den Kongresswahlen des Jahres 1814 wurde er im neunten Wahlbezirk von Kentucky in das US-Repräsentantenhaus in Washington, D.C. gewählt, wo er am 4. März 1815 die Nachfolge von Samuel Hopkins antrat. Da er im Jahr 1816 auf eine erneute Kandidatur verzichtete, konnte er bis zum 3. März 1817 nur eine Legislaturperiode im Kongress absolvieren.
Nach seinem Ausscheiden aus dem US-Repräsentantenhaus arbeitete Micah Taul wieder als Anwalt. Im Jahr 1826 zog er nach Winchester in Tennessee, wo er ebenfalls in seinem Beruf praktizierte. 20 Jahre später, 1846, zog er nach Mardisville in Alabama. Dort befasste er sich bis zu seinem Tod am 27. Mai 1850 mit landwirtschaftlichen Angelegenheiten. Micah Taul war der Großvater von Taul Bradford (1835–1883), der als Vertreter Alabamas ebenfalls dem Kongress angehörte.